# イヌハッカ属

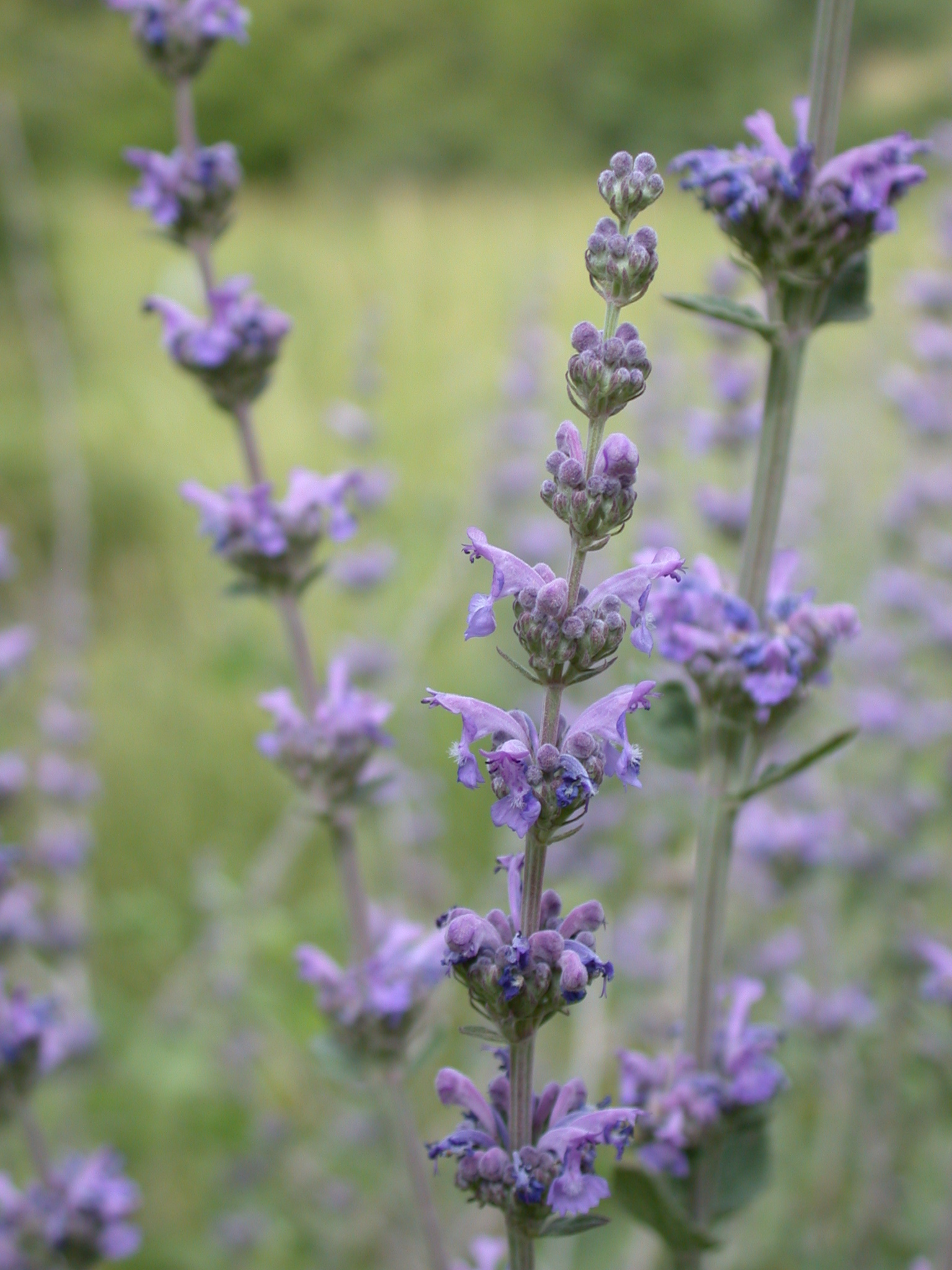
Nepeta curviflora

イヌハッカ属（学名：Nepeta ）は、シソ科の属のひとつである。Nepeta の語源は古代の都市国家エトルリアの南部のNepeteという町の名前に由来する（現イタリアのラツィオ州ネーピ）。英名は「キャットミント」。

## 概要
約250種あり、そのほとんどは多年草であるが、まれに一年草も存在する。北半球で熱帯以外の、冷涼かつ多湿な地域から高温で乾燥した地域の草地、岩地、高山などに広く自生する。葉は卵形から細長くて先が尖った形のものが多く、葉の縁は円い鋸歯状、歯状になっている。また、いくつかは毛が生えているものもある。花は穂状花序に似た集散花序など穂状に咲く種が多い。ときには総状花序、円錐花序に咲く種もある。白、紫、青、黄色などの色合いを持つ、2枚の唇弁を持つ筒状の花が、花柄にそって断続的に輪生する。耐寒性から半耐寒性である。

## 用途
丈が高くなる種はボーダー花壇に、低い種はロックガーデンなど観賞用に用いられる。
また、イヌハッカ（N.cataria)などいくつかの種は、ハーブとして薬用、料理などに用いられる。

## 主な種
- イヌハッカ(Nepeta cataria)

英名キャットニップ。ハッカに似た香りがあり、猫が好む。　
- ネペタ・ゴヴァニアーナ(Nepeta govaniana)

丈は90センチ。盛夏から初秋にかけて総状花序、または円錐花序に明るい黄色の花が咲く。原産地はヒマラヤ西部。
- ネペタ・グランディフローラ(Nepeta grandiflora)

初夏に青紫色の花が咲く。原産地がコーカサスで、コーカサス・キャットニップと呼ばれる。
- ネペータ・ネルヴォーサ(Nepeta nervosa)

盛夏から初秋にかけて青紫か、まれに黄色の花が咲く。原産地カシミール。
- ネペタ・ファイロクラミス(Nepeta phyllochlamys)

丈は1０センチほどで横に広がる。夏に藤ピンク色の花が咲く。原産地トルコ。
- ネペタ・ラセモーサ(Nepeta racemosa)

夏に濃いすみれ色から藤紫色の花が咲く。原産地コーカサス、トルコ、イラン北西部。
- ネペタ・シビリカ(Nepeta sibirica)

丈は90センチ。盛夏から晩夏に、４センチほどの青色から青紫色の花が咲く。原産地シベリア、東アジア。
- ミソガワソウ（ネペタ・サブセッシリス）(Nepeta subsessilis)

丈は最大で90センチになり、盛夏から初秋に3センチくらいの明るい青色の花が咲く。原産地日本。
- ネペタ・ファーセニイ(Nepeta × faassenii)Nepeta × faassenii

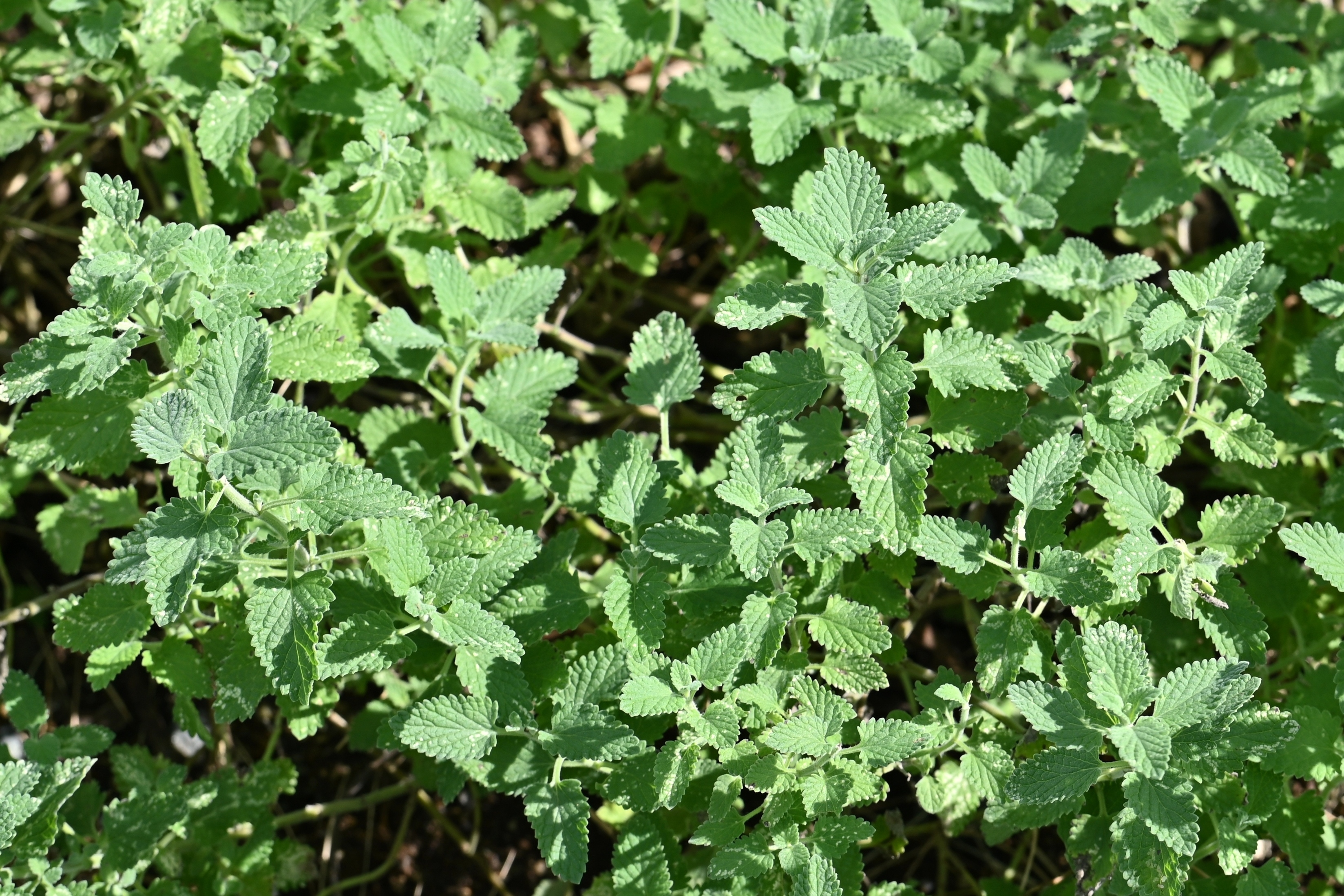
Nepeta × faassenii

ネペタ・ネペテラ(Nepeta nepetella) と ネペタ・ラセモーサ(Nepeta racemosa)が、栽培地で自然交配して生まれた種。初夏から初秋にかけて淡い青紫色の花が咲き、花に暗い紫色の点がある。花壇の縁取りとしても好まれる。園芸名ネペタ・ムジニー(Nepeta mussinii )。